# Pajęczno
Pajęczno [pa'jɛntʃnɔ] (deutsch 1940 Peinstett, 1940–1943 Pfeilstett, 1943–1945 Pfeilstädt) ist eine Stadt in Polen in der Wojewodschaft Łódź und Sitz der Stadt-und-Land-Gemeinde Pajęczno.

## Geschichte
1140 wurde auf dem Handelsweg von Russland nach Schlesien erstmals eine Siedlung namens Pageuchno an der Stelle des heutigen Pajęczno urkundlich erwähnt. Das Stadtrecht erhielt die Siedlung 1265 durch Leszek Czarny verliehen. Während der Dritten Teilung Polens wurde der Ort 1795 Teil Preußens. Mit der Bildung des Herzogtums Warschau 1807 wurde er Teil desselben und acht Jahre später des neu gegründeten Kongresspolens. 1810 kam es am 4. September zu einem Brand, durch den Teile der Stadt und auch wichtige Urkunden ein Opfer der Flammen wurden.
Das Stadtrecht verlor der Ort 1870 wieder, als Zar Alexander II. die Anzahl der Städte auf polnischem Gebiet reduzierte. Nach Ende des Ersten Weltkrieges kam der Ort in die Zweite Republik Polens. Während des Überfalls auf Polen wurde die Stadt von der Wehrmacht besetzt. Nach Ende des Zweiten Weltkrieges 1945 wurde die Stadt wieder Teil Polens und 1956 Sitz eines eigenen Powiats. Zwei Jahre später erhielt die Stadt erneut das Stadtrecht. Bei einer Verwaltungsreform verlor der Ort 1975 den Powiatsitz und wurde Teil der neu gebildeten Wojewodschaft Częstochowa.
Nach einer erneuten Verwaltungsreform wurde Pajęczno wieder Sitz des Powiat und Teil der Wojewodschaft Łódź.

### Einwohnerentwicklung
| Jahr          | 1793 | 1820 | 1850 | 1880 | 1900 | 1908 | 1921 | 1935 | 1971 | 2000 | 2007 |
| ------------- | ---- | ---- | ---- | ---- | ---- | ---- | ---- | ---- | ---- | ---- | ---- |
| Einwohnerzahl | 643  | 1077 | 1253 | 2057 | 2895 | 1756 | 2609 | 3500 | 4000 | 6731 | 6672 |

1793 gab es in der Stadt 130 Häuser, 1820 waren es 176. 1880 waren es 195 Häuser.

## Gemeinde
Zur Stadt-und-Land-Gemeinde gehören neben der Stadt Pajęczno weitere 19 Ortsteile mit einem Schulzenamt:
- Czerkiesy
- Dylów A-Tuszyn
- Dylów Rządowy
- Dylów Szlachecki
- Janki
- Kurzna-Barany
- Lipina (1943–1945 Lindenau)[2]
- Ładzin
- Łężce
- Makowiska (1943–1945 Markwiese)[3]
- Niwiska Dolne
- Niwiska Górne (1943–1945 Grenzflur)[4]
- Nowe Gajęcice
- Patrzyków
- Podmurowaniec
- Siedlec
- Stare Gajęcice
- Wręczyca
- Wydrzynów

Weitere Ortschaften der Gemeinde sind Grabiec, Podładzin und Sierociniec.

## Kultur und Sehenswürdigkeiten

### Bauwerke
- Die barocke Kirche aus dem 16. Jahrhundert mit einem Bild der Jungfrau Maria mit dem Kind aus dem 13. Jahrhundert
- Marktplatz der Altstadt mit Häusern aus dem 19. Jahrhundert und einer etwa 500 Jahre alten Linde

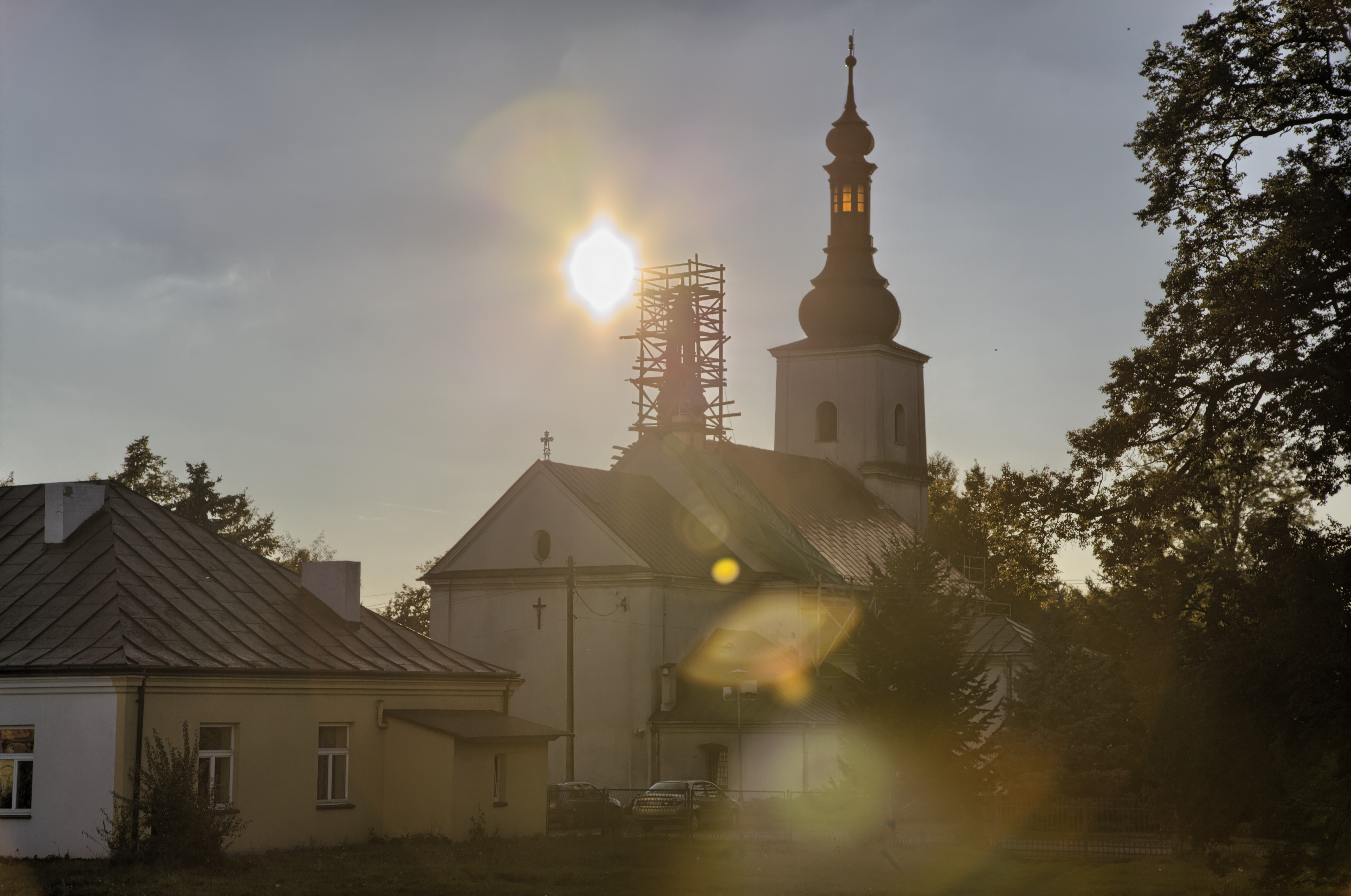
Kirche Unserer Lieben Frau
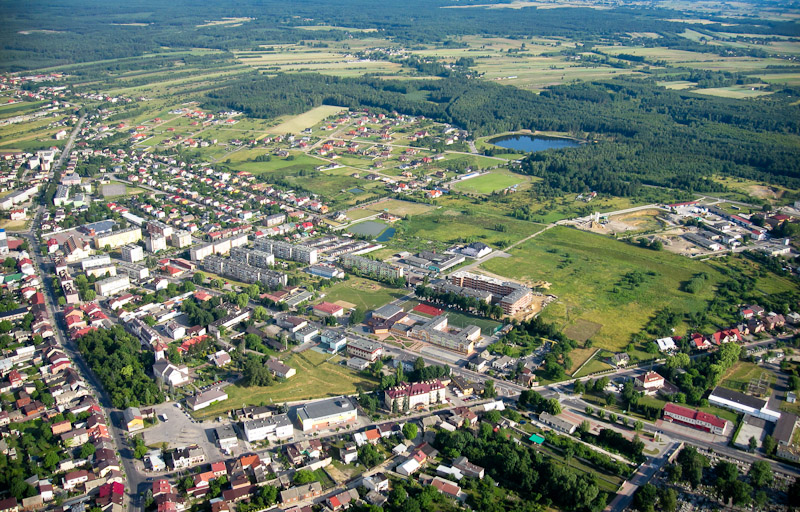
Der nordöstliche Teil der Stadt

## Verkehr
Der nächste Bahnhof ist der Bahnhof Biała Pajęczańska, der früher auch direkt nach Pajęczno benannt war, mit dem angrenzenden Haltepunkt Biała Szlachecka an der Bahnstrecke Wyczerpy–Chorzew Siemkowice.